# Maršová-Rašov
Maršová-Rašov (in ungherese Marsófalva) è un comune della Slovacchia facente parte del distretto di Bytča, nella regione di Žilina.
Il comune comprende tre centri abitati: Maršová, Rašov e Urbanov.
Diede i natali a Jozef Urbanovský (1793-1865), presbitero promotore della lingua slovacca.